# Летонска православна црква
Летонска православна црква (лет. Latvijas Pareizticīgā Baznīca, рус. Латвийская православная церковь) јесте самоуправна црква под јурисдикцијом Руске православне цркве.

## Историја
Године 1836. на простору данашње Летоније је основано Ришко викаријатство Псковске епархије. Први викарни епископ је био Иринарх, затим Филарет (1842) и посљедњи Платон (1848). Викаријатство је 1. јула 1850. одвојено у самосталну Ришку епархију. Епархијски архијереј је добио титулу „ришки и митавски“, а епископ Платон (Городецки) постао је архиепископ.
Након нестанка Руске Империје и преласка архиепископа Јована (Смирнова) у Рјазањску епархију (1917) Ришка епархија је била четири године без епархијског архијереја. Летонске власти нису дозвољавале долазак ни митрополиту Серафиму (Чичагову) нити архиепископу Генадију (Туберозову) које је патријарх московски Тихон предлагао за ришке архијереје. Од 1918. до 1919. Ришком епархијом је привремено управљао викарни епископ ревељски Платон (Куљбуш). С летонским властима је договарано да се из Пензенске епархије доведе архиепископ Јоан (Помер), иначе Летонац по националности. Након постизања компромиса архиепископ Јоан је тражио од Московског патријархата да Ришкој епархији призна самосталност у пословима унутрашње управе што су патријарх, Свети синод и Високи црквени савјет и учинили 21. јуна 1921.
Архиепископ Јоан је убијен под неразјашњеним околностима у ноћи са 11. на 12. октобар 1934. у приградској викендици крај Риге. Двије године након убиства (1936) Летонска православна црква је донијела одлуку о преласку под јурисдикцију Цариградске патријаршије што није признавала Руска православна црква нити иједна друга помјесна црква. За епископа је хиротонисан протојереј Августин (Петерсон) и уведен у достојанство митрополита. Међутим, Летонска православна црква се у својству епархије вратила под окриље Руске православне цркве након што је Летонија ушла у састав Совјетског Савеза (1940). Митрополит Августин је умировљен.
Летонској православној цркви је патријарашким томосом Алексија Другог (1992) дарована аутономија. Уставом Руске православне цркве призната је као самоуправна црква.

## Устројство
На челу Летонске православне цркве је митрополит ришки и све Летоније који је и епархијски архијереј Ришке епархије. Од 27. октобра 1990. предстојатељ ЛПЦ је митрополит Александар (Кудрјашов).
Сабор Летонске православне цркве је црквенозаконодавна власт. Сазива се најмање једанпут у три године, а по потреби и чешће.
Летонска православна црква има укупно двије епархије (Ришку и Даугавпилску). Ришку епархију чине три намјесништва (Ришко, Љијепајско и Валмијерско), као и два манастира. Даугавпилску епархију чине три намјесништва (Мадонско, Резекњенско и Даугавпилско) и један манастир.
Дана 19. марта 2014, одлуком Светог синода Руске православне цркве, потврђено је успостављање дужности викарног епископа при Ришкој епархији. Претходно је Синод ЛПЦ на ту дужност изабрао игумана Јоана (Сичевског) са титулом „епископ јелгавски“.